# Station Bolquère - Eyne
Station Bolquère - Eyne is een spoorwegstation in de Franse gemeente Bolquère op het traject van de spoorlijn Villefranche-Vernet-les-Bains - Latour-de-Carol (in de volksmond de 'Gele trein'). Het is het hoogst gelegen station op het netwerk van de SNCF.